# Декрет за обща военна повинност на Филип V
Декрет за обща военна повинност (на гръцки: Γενικό διάταγμα επιστράτευσης Φιλίππου Ε') е декрет на цар Филип V Македонски от 197 година. Декретът  е запазен в гръцки надпис, изложен в Солунския археологически музей, и е важен исторически извор за последните години на Македонската държава.

## Описание
Надписът в Солунския музей датира от 197 година пр. Хр. и е едно от копията на декрета за обща наборна повинност, насочен към всички поданици от мъжки пол в цяла Македония, издаден от цар Филип V по време на Втората македонска война. Това е най-големият запазен царски декрет в Македония.
Надписът дава ярък образ на бурните времена на войната с Рим. Текстовете дават указания за всеобща наборна повинност по градове, с набиране на мъжките членове на всяко домакинство, според преброителните списъци. Текстът на декрета издава критичността на ситуацията и притеснението на цар Филип V поради липсата на нови наборници поради дългите войни, водени от царството. Това личи от факта, че царят призовава на оръжие не само ветераните над 50 години, но и 15-годишните деца.
Изключително интересен елемент е информацията, че наборниците могат да възразяват срещу решенията на наборните органи. Този факт показва, че дори при толкова трудни обстоятелства Филип V не управлява като тиранин, а е спазвал законите и се е ръководил от интересите на своите поданици, продължавайки дългата традиция на своите предшественици, които според писмените източници управляват Македония според без авторитарно прилагане на сила.
В същата 197 годиан в битката при Киноскефале македонската армия е победена от римската, начело с консула Тит Квинкций Фламинин.